# Неосознаваемое
Неосознаваемое — термин, употреблявшийся в исследованиях школы Д. Н. Узнадзе, в первую очередь в словосочетаниях неосознаваемая нервная (психическая) деятельность и неосознаваемые установки.

## История
Термин предназначен для различения неосознаваемых форм высшей нервной деятельности от бессознательного в контексте психоаналитических работ школы Зигмунда Фрейда.